# District d'An Dương
An Dương est un district rural de Haïphong dans le delta du fleuve Rouge au Viêt Nam. 

## Géographie
La superficie du district est de 98,3 km2. 